# Mesoleius integrator
Mesoleius integrator là một loài tò vò trong họ Ichneumonidae.